# Pârâu de Pripor
Pârâu de Pripor – wieś w Rumunii, w okręgu Gorj, w gminie Godinești. W 2011 roku liczyła 374 mieszkańców.